# Der weiße Traum
Der weiße Traum è un film del 1943 scritto e diretto da Géza von Cziffra.
Nel 1961, il regista ne fece un remake interpretato dal famoso sciatore Toni Sailer dal titolo Kauf dir einen bunten Luftballon.

## Produzione
Il film fu prodotto dalla Wien Film. Venne girato a Vienna.

## Distribuzione
Distribuito dalla Emka-Filmverleih GmbH e dalla Karl Schäfer mit seinem Eisballett, una compagnia della rivista su ghiaccio, uscì nelle sale cinematografiche tedesche il 5 ottobre 1943.